# Sablé-sur-Sarthe
Sablé-sur-Sarthe, thường được gọi Sablé, là một xã của Pháp thuộc tỉnh Sarthe, vùng Pays de la Loire.